# Erax fuscidus
Erax fuscidus là một loài ruồi trong họ Asilidae. Erax fuscidus được Pallas miêu tả năm 1818. Loài này phân bố ở vùng Cổ Bắc giới.